# 東京洋菓子倶楽部
株式会社東京洋菓子倶楽部（とうきょうようがしくらぶ）は、東京都中央区日本橋浜町に本店のあった洋菓子店である。モンブランの名店として知られたが、2023年12月に破産した。

## 歴史
会長の木村ヨシ子の夫である木村修がチョコレート研究のためのスイスに留学したことを機に、1970年11月に千葉県市川市にて「ドルチア」を創業。日本にトリュフショコラを広めた先駆けであった。1987年5月に、日本橋浜町の金座通り沿いに建設されたプラザANSビルに別ブランド「東京洋菓子倶楽部」を開業した。本店のほか、別法人により埼玉県毛呂山町に工場、同県鶴ヶ島市の鶴ヶ島駅前に直売所を開設していた。
2019年から流行した新型コロナウイルス対策のための喫茶コーナー休業に加え、原材料価格高騰の影響を受け、2023年12月4日をもって事業を停止し破産手続きを行った。

## 商品
看板商品の『モンブラン』は、他店に見られる細く絞り出した栗ペーストで覆われた形状とは大きく異なる。バターに代えてグレープシードオイルを使用したロールケーキを輪切りにしたものを土台にし、生クリームとカスタードクリームを1:1で合わせ隠し味に生クリームリキュールを効かせたクリームを載せ、茨城県笠間市で採れた栗をペーストにして包んだ。この三角形の独特なケーキは、イタリアのミラノで売られていた菓子を参考にし、含水率を重視した木村修がトロに合わせて65%に調整していた。
『おからクッキー』や、国際線のファーストクラスでも提供されているチョコレート、所在地にちなんだスフレチーズケーキ『浜町ち～ず』やロールケーキ『金座ロール』など常時20種類以上の洋菓子を販売していた。
ドルチアの後継店である「グランドルチェ」では、独特な形状やグレープシードオイルを使用した土台のロールケーキなど東京洋菓子倶楽部と共通の特徴を持つモンブランを販売しているが、同店のオーナーにより独自の改良が重ねられている。